# Dramapassion
Dramapassion est une plateforme européenne de vidéo à la demande dédiée aux dramas coréens.
L’offre de Dramapassion est d'une part disponible par abonnement et d'autre part accessible en freemium (avec de la publicité).

## Histoire
Après une explosion en Asie il y a[Quand ?] 4-5 ans (et notamment au Japon et en Chine), les dramas coréens sont aujourd'hui très demandés par les téléspectateurs en Afrique du Nord, au Moyen-Orient, en Amérique latine, aux États-Unis et en Europe.
En 2010, Dramapassion édite le premier service de SVOD asiatique dans les pays francophones.
Dramapassion a été reprise sur MyTf1 et CanalPlay.

## Licence
Dramapassion diffuse les séries des principaux networks coréens : CJ, SBS, MBC, BJMC, JTPC et KBS.

## Editeur de DVD
La plateforme a en outre édité quelques dramas en format physique entre 2011 et 2013. Les coffrets DVDs comportent l'intégralité des épisodes sous-titrés en français.
Entre décembre 2011 et janvier 2012, Dramapassion organise un sondage visant à déterminer quels dramas sortiront en DVD. Les spectateurs peuvent voter pour les titres suivants : City Hunter, Dream High, Lie to Me, Romance Town, Secret Garden, Spy Myeongwol, Sungkyunkwan Scandal et You’re Beautiful. Dream High et City Hunter remportent le sondage : ils sortent respectivement en coffret le 19 septembre 2012 et 4 décembre 2013,.

### Liste des dramas édités en coffret
- Boys Over Flowers[8]
- City Hunter[9]
- Dream High[9]
- The 1st Shop of Coffee Prince[10]
- Vampire Prosecutor[11]